# Dorvillea sociabilis
Dorvillea sociabilis är en ringmaskart som först beskrevs av Webster 1879.  Dorvillea sociabilis ingår i släktet Dorvillea och familjen Dorvilleidae. Inga underarter finns listade i Catalogue of Life.